# Yugo
Yugo je marka osobnog automobila koji je proizvodila srbijanska tvrtka Zastava Auto iz Kragujevca. Ovaj automobil izvozio se u SAD tijekom kasnih osamdesetih i ranih devedesetih i mnogo puta je viđen u igranim i crtanim filmovima te knjigama. Proizvodnja je obustavljena tijekom studenog 2008. s brojkom od sveukupno proizvedenih 794.428 primjeraka ovog automobila. Ukupno je izvezeno 256.691 Jugića, a 141.511 je prodano na tržištu SAD-a.

## Povijest
Talijanska tvrtka Fiat projektirala je Yugo za Zastavu. Nacrt je zasnovan je na šasiji automobila Fiata 127.

## Inačice
Yugo je proizvođen u više varijanata od kojih su neke prilagođavane tržištu na kojem je prodavan. Modeli prodavani u SAD-u bili su bolje izrade. Za američko je tržište pripremljena i verzija s automatskim mjenjačem, no zbog raspada SFRJ nikada nije počeo izvoz tih modela. Yugo je na tržištu Velike Britanije imao šiber. 
| - Yugo 45 / Zastava Jugo 45 (Jugoslavija / UK / Europa) - Yugo 55 (Jugoslavija / UK / Europa - Yugo 60efi (Verzija za Njemačko tržište / UK / Europa,Južna Amerika) - Yugo 65 / 65efi (Verzija za Njemačko tržište / UK/ Europa,Južna Amerika) - Yugo GV (SAD) - Yugo GV Plus (SAD) - Yugo GVL (SAD) - Yugo GVS (SAD) - Yugo GVX (SAD) - Yugo Cabrio (SAD, Njemačka, Jugoslavija, Grčka) | - Zastava Koral (Srbija / Europa) - Zastava Koral (Srbija / Europa) - Zastava Koral IN (Srbija / Europa) - Zastava Koral IN L (Srbija / Europa) - YUGO Cabrio (Jugoslavija / Europa) - YUGO Ciao (Jugoslavija/ Europa) - YUGO Tempo (Jugoslavija / Europa) - Yugo Tempo - circa 1991 - Innocenti Koral (Italija) - Innocenti Koral Cabrio (Italija) |

## Yugo u popularnoj kulturi

### Filmovi
- Inspektor Gadget
- Dragnet
- Tko je utopio Monu?
- Bowfinger
- Umri muški 3
- Vrana

### Romani
- Catalyst
- Florida Roadkill
- Needful Things
- The Stand (Uncut version)

### Pjesme
- Pjesma "Jugić", Bojan Tomović

- Pjesma "In a Yugo", Paul Shanklin
- "Yugo 45", Zabranjeno Pušenje

### Televizija
- Saturday Night Live
- The Simpsons
- Whose line is it anyway?

## Unutarnje poveznice
- Zastava (automobil)
- Yugo Florida
- Zastava 101
- Zastava 10